# Faris Badwan
Faris Adam Derar Badwan (ur. 21 września 1986) – brytyjski muzyk, najbardziej znany jako lider zespołu The Horrors oraz członek duetu Cat's Eyes

## Życiorys

### Młodość
Faris Badwan urodził się 21 września 1986 w Bexley, obecnie dzielnicy Londynu. Jego ojciec był Palestyńczykiem, a matka Angielką. Dorastał w Leamington Spa i Hillmorton, miał trójkę braci. Jego rodzice prowadzili praktykę lekarską w tych miastach. Ojciec Farisa był neurologiem.
Badwan uczęszczał do prywatnej szkoły Arnold Lodge School. W 1999 uzyskał stypendium ekskluzywnej szkoły publicznej Rugby School. W nowej szkole spotkał Toma "Furse" Cowana, przyszłego basistę zespołu Horror. Po ukończeniu tej szkoły, w 2004, wyjechał do Londynu, gdzie studiował rysunki na Central Saint Martins College of Art and Design. Niedługo później zrezygnował z uczelni na rzecz swojego zespołu muzycznego.

### Kariera muzyczna
Badwan zyskał sławę dzięki zespołowi The Horrors, był jednym z jego założycieli w 2005. Ich debiutancki album Strange House został wydany w 2007. Znakiem charakterystycznym Badwana były jego nietypowe występy, m.in. rozlewał na publiczność czarną farbę i niszczył przedmioty znajdujące się na scenie. W 2007 jego grupa została wyproszona z koncertu w USA po tym, jak Badwan rozbił ceramiczne popiersie Elvisa Presleya na scenie.
Przed założeniem The Horrors, Badwan był członkiem zespołu punkowego Rotters, którego nazwa pochodzi od książki The Rotters' Club autorstwa Jonathana Coe
.
Badwan (pod pseudonimem Lumina) wydał razem z Cherish Kaya singiel, cover piosenki "I'll Be With You" zespołu Black Lips.
W 2011 rozpoczął współpracę z kanadyjską śpiewaczką operową, Rachel Zeffira, założył duet Cat's Eyes.
W lutym 2015 Cat's Eyes wydało ścieżkę dźwiękową dla filmu Duke of Burgundy. Reguły pożądania.
W lutym 2017 wystąpił w teledysku zespołu Hercules & Love Affair.

### Kariera artysty
Rysunki Badwana wystąpiły w wielu utworach zespołu The Horrors i innych. Jego obrazy trafiały również na autorskie wystawy; jedna z nich, "Drawing a Straight Number Nine", przedstawiała ponad 100 prac, a z uwagi na jej popularność, została również zaprezentowana we Włoszech, w Mediolanie.